# Sutera aurantiaca
Sutera aurantiaca là một loài thực vật có hoa trong họ Huyền sâm. Loài này được Hiern miêu tả khoa học đầu tiên năm 1898.